# Phạm Phú Quốc (doanh nhân)
Phạm Phú Quốc (sinh ngày 3 tháng 4 năm 1968) là doanh nhân và chính khách người Việt Nam. Ông đã bị bãi nhiệm đại biểu quốc hội Việt Nam khóa XIV nhiệm kì 2016-2021 đoàn đại biểu quốc hội Thành phố Hồ Chí Minh. Ông trúng cử đại biểu quốc hội lần đầu năm 2016 ở đơn vị bầu cử số 4 thành phố Hồ Chí Minh, gồm Quận 5, Quận 10 và Quận 11 khi đang là Tổng giám đốc Công ty Đầu tư Tài chính Nhà nước Thành phố Hồ Chí Minh (HFIC). Ông hiện là Phó viện trưởng Viện Nghiên cứu phát triển Thành phố Hồ Chí Minh.
Tháng 8 năm 2020, Phạm Phú Quốc bị phát giác có quốc tịch Síp từ năm 2018 mà không khai báo với Quốc hội Việt Nam.

## Thân thế và giáo dục
Phạm Phú Quốc sinh ngày 3 tháng 4 năm 1968, quê quán tại Triệu Phong, Quảng Trị. Ông hiện cư trú ở số 146, đường 39, phường Tân Quy, Quận 7, Thành phố Hồ Chí Minh.
Phạm Phú Quốc từng theo học 5 năm ở Trường Đại học Thủy sản Nha Trang, Khánh Hòa.
Phạm Phú Quốc có bằng kĩ sư hàng hải và bằng Thạc sĩ Quản trị kinh doanh.
Ông cũng có bằng Cao cấp lí luận chính trị Đảng Cộng sản Việt Nam.

## Sự nghiệp
Từ năm 1994 đến năm 1997, Phạm Phú Quốc công tác trong ngành du lịch.
Phạm Phú Quốc từng là Trưởng phòng Tiếp thị điều hành du lịch tại Công ty Phát triển Đầu tư và Trưởng phòng Điều hành tour Công ty Thương mại dịch vụ Du lịch Tân Định Fiditourist thuộc Công ty xuất nhập khẩu và dịch vụ Quận 1, Thành phố Hồ Chí Minh.

### Công tác tại Tổng công ty Bến Thành
Từ năm 1998, Phạm Phú Quốc là Trưởng phòng Điều hành tour Công ty Thương mại dịch vụ Di lịch Tân Định Fiditourist thuộc Tổng công ty Bến Thành (Bến Thành Group).
Năm 2000, Phạm Phú Quốc được thăng chức Thư kí Hội đồng quản trị kiêm thư ký Tổng Giám đốc Tổng Công ty Bến Thành.
Năm 2001, Phạm Phú Quốc làm Phó Trưởng phòng Kế hoạch đầu tư của Tổng Công ty Bến Thành.
Ngày 20 tháng 4 năm 2001, Phạm Phú Quốc gia nhập Đảng Cộng sản Việt Nam.
Năm 2004, ông được thuyên chuyển làm Tổng Giám đốc Công ty Cổ phần Dịch vụ Bến Thành (thành viên của Tổng Công ty Bến Thành).
Năm 2008, ông giữ chức Trưởng phòng Quản lý Dự án Tổng Công ty Bến Thành.
Năm 2009, ông được thăng chức Phó Tổng Giám đốc Tổng Công ty Bến Thành.
Tháng 2 năm 2014, Phạm Phú Quốc được bổ nhiệm chức vụ Chủ tịch Hội đồng thành viên Tổng Công ty Bến Thành (theo mô hình công ty trách nhiệm hữu hạn một thành viên).
Theo báo cáo kinh doanh của Bến Thành Group năm 2014, doanh thu toàn hệ thống đạt hơn 13.000 tỷ đồng, đạt vượt mức kế hoạch và Phạm Phú Quốc có uy tín cao.

### Công tác tại HFIC
Tháng 9 năm 2015, Phạm Phú Quốc được Ủy ban nhân dân Thành phố Hồ Chí Minh bổ nhiệm giữ chức vụ thành viên không chuyên trách Hội đồng thành viên kiêm Tổng Giám đốc Công ty Đầu tư Tài chính Nhà nước Thành phố Hồ Chí Minh (HFIC) với thời hạn 5 năm.
Ông là Phó Bí thư Đảng ủy Công ty đầu tư Tài chính nhà nước thành phố Hồ Chí Minh.

### Công tác ở Viện Nghiên cứu phát triển Thành phố Hồ Chí Minh
Ngày 5 tháng 2 năm 2018, Phạm Phú Quốc, thành viên không chuyên trách Hội đồng thành viên, Tổng Giám đốc Công ty Đầu tư tài chính Nhà nước Thành phố Hồ Chí Minh (HFIC), được Phó Chủ tịch Ủy ban nhân dân Thành phố Hồ Chí Minh Trần Vĩnh Tuyến trao quyết định của UBND TPHCM điều động, bổ nhiệm giữ chức vụ Phó viện trưởng Viện Nghiên cứu phát triển Thành phố Hồ Chí Minh thời hạn 5 năm.

### Tổng giám đốc IPC
Ngày 4/12/2019, Phạm Phú Quốc được UBND TP HCM bổ nhiệm làm Tổng giám đốc Công ty TNHH MTV Phát triển công nghiệp Tân Thuận (IPC), thay Tề Trí Dũng đã bị bắt trước đó về hành vi Tham ô tài sản và Vi phạm quy định về quản lý, sử dụng tài sản Nhà nước gây thất thoát, lãng phí.

## Đại biểu Quốc hội Việt Nam khóa XIV nhiệm kì 2016-2021
Ngày 22 tháng 5 năm 2016, Phạm Phú Quốc trúng cử Đại biểu Quốc hội Việt Nam (lần đầu) khóa 14 nhiệm kì 2016-2021 ở đơn vị bầu cử số 4 Thành phố Hồ Chí Minh, gồm Quận 5, Quận 10 và Quận 11 với tỉ lệ 53,94%. Khi này ông đang là Tổng Giám đốc HFIC.

## Mua hộ chiếu Síp
Ngày 24 tháng 8 năm 2020, báo Al Jazeera thông báo trong thời gian từ 2017 đến 2019, Phạm Phú Quốc đã mua hộ chiếu vàng của Síp với giá tối thiểu 2.5 triệu USD tiền đầu tư vào nước này.
Trả lời báo Tuổi trẻ, Phạm Phú Quốc nói rằng ông đã có quốc tịch này từ năm 2018, nhưng quốc tịch này do gia đình có trước và sau đó bảo lãnh để ông có quốc tịch.
Theo hồ sơ của Al Jazeera, ông Quốc đã có hộ chiếu Cyprus vào tháng 12.2018 cùng một lúc với vợ. Đoàn đại biểu Quốc hội TP.HCM sẽ lên kế hoạch làm việc với ông Quốc để báo cáo Ban Công tác đại biểu thuộc Ủy ban Thường vụ Quốc hội.
Là đại biểu được Mặt trận tổ quốc TPHCM hiệp thương giới thiệu nhưng hồ sơ của đại biểu Phạm Phú Quốc sau khi hoàn tất công tác bầu cử được bàn giao cho Sở Nội vụ, UB MTTQ Việt Nam TPHCM không được phép giữ bản lưu.
Điều có thể khẳng định là tại thời điểm bầu cử (tháng 5/2016), đại biểu Phạm Phú Quốc có quốc tịch Việt Nam. Nguyên tắc là nếu giữa chừng thời gian làm nhiệm vụ đại biểu Quốc hội mà có thêm quốc tịch khác thì đại biểu phải báo cáo Ban Công tác đại biểu và Đoàn đại biểu Quốc hội TPHCM.
Ngày 1 tháng 9 năm 2020, Phạm Phú Quốc đã gửi đơn xin thôi Đại biểu Quốc hội, và thôi chức Tổng giám đốc IPC. Ngay trong tuần đoàn Đại biểu Quốc hội thành phố sẽ họp và gửi văn bản báo cáo Quốc hội để xem xét bãi miễn tư cách đại biểu Quốc hội đối với ông Quốc. Về mặt Đảng, Ban Tổ chức Thành ủy sẽ làm việc với ông Quốc để xử lý trong tháng 9. Theo ông Phan Nguyễn Như Khuê, Trưởng ban Tuyên giáo Thành ủy TP.HCM cho biết, trong đơn giải trình, ông Phạm Phú Quốc cho biết việc có 2 quốc tịch là được gia đình bảo lãnh. Thông tin ông Quốc bỏ 2,5 triệu USD mua là không chính xác.

## Bãi nhiệm
Chiều ngày 3 tháng 11 năm 2020, tại Kì họp thứ 10, Quốc hội khóa XIV đã tổ chức bỏ phiếu kín về việc bãi nhiệm tư cách đại biểu Quốc hội của Đại biểu Phạm Phú Quốc. 471 đại biểu có mặt đã bỏ phiếu: 1 phiếu không hợp lệ, 3 phiếu không đồng ý và 467 phiếu đồng ý bãi nhiệm (chiếm 96,8%). Nghị quyết bãi nhiệm đại biểu Quốc hội đối với ông Phạm Phú Quốc, Đoàn đại biểu Quốc hội TPHCM, được thông qua sau đó.
Theo nghị quyết này, ông Phạm Phú Quốc "đã không trung thực trong việc báo cáo với tổ chức, vi phạm tiêu chuẩn đại biểu Quốc hội, không còn xứng đáng với sự tín nhiệm của cử tri và nhân dân".